# Francisco de Lacerda
Francisco Inácio da Silveira de Sousa Pereira Forjaz de Lacerda (Ribeira Seca, illa de São Jorge, Açores, 11 de maig de 1869 - Lisboa, 18 de juliol de 1934) va ser un musicòleg, director d'orquestra i compositor portuguès.

## Biografia
Era el fill d'un notable local, João Caetano de Sousa e Lacerda, descendent d'una de les famílies aristocràtiques més antigues de les illes. Francisco tingué un germà, José que fou un metge, poeta i polític famós. Quan complí quatre anys començà a rebre les seves primeres lliçons de música i de piano. Estudià després al liceu d'Angra do Heroísmo abans de dirigir-se a la ciutat de Porto per a aprendre-hi medicina. Allà s'interessà més a la música que als estudis mèdics i a conseqüència va abandonar la carrera per a dedicar-se exclusivament al món musical.
Seguí els consells d'un dels seus professors, António Maria Soler, professor de piano i alhora compositor, i se n'anà a Lisboa, on es va inscriure al Conservatori Nacional. Hi fou alumne de diversos professors prestigiosos com ara José António Vieira, Francisco de Freitas Gazul i Frederico Guimarães i després d'acabar els estudis el 1891 amb una classificació elevada, començà a treballar l'any següent com a professor de piano de l'escola.
Francisco de Lacerda va aconseguir el 1895 una beca de l'Estat portuguès que li va permetre anar a París amb l'objectiu de perfeccionar els seus coneixements musicals. En aquesta ciutat va ser alumne, entre d'altres, d'Émile Pessard (harmonia), Louis-Albert Bourgault-Ducoudray (història de la música) i Charles-Marie Widor (contrapunt i orgue).
Estant a París, el 1897 ingressa a la "Schola Cantorum", continuant la seva formació teòrica i perfeccionament a l'òrgan amb Alexandre Guilmant i els estudis de composició amb Vincent d'Indy, qui en descobrir al deixeble les qualitats excepcionals de director, ho va triar com el seu relleu a la classe d'orquestra. Durant aquest període va ser fortament influenciat per l'escola francesa de Cèsar Franck, Vincent d'Indy, Gabriel Fauré, Maurice Ravel, Francis Poulenc i Paul Dukas, cosa que es va reflectir de manera decisiva a les seves composicions i estil de direcció musical.
Després de passar l'any de 1899 a la seva illa natal, i aprofitant l'oportunitat per fer una recopilació de folklore illenc, va tornar a París. Allí, sota la influència de Vincent d'Indy, qui havia estat el seu mestre d'orgue i composició i havia descobert el seu talent com a director d'orquestra, el 1900 va fer la seva primera aparició pública com a director d'orquestra. L'èxit que va aconseguir immediatament li va obrir la porta a una carrera d'èxit al capdavant d'algunes de les millors orquestres europees en importants concerts, festivals i temporades musicals.
Va ser nomenat membre del jurat de l'Exposició Universal del 1900, celebrada a París i va participar en l'organització de la representació portuguesa d'aquest esdeveniment, col·laborant amb Ressano García, comissari reial, i António Arroio, delegat del Ministeri de Foment del govern portuguès.
Mentrestant, va viatjar per Europa i va assistir al Festival de Bayreuth, i va rebre lliçons dels directors Arthur Nikisch i Hans Richter.
El 1904 va ser nomenat director de concerts del Casino de la Baule (La Baule, Loira Atlàntic, França). De 1905 a 1908 dirigeix l'Associació de Concerts Històrics de Nantes, que ell mateix va fundar i de 1908 a 1912 els concerts al Kursaal del balneari de Montreux. Va aprofitar aquestes oportunitats per presentar obres de reconeguts compositors de l'època, com Aleksandr Borodin, Modest Mússorgski, Gabriel Fauré, Ernest Chausson i Claude Debussy.
A la temporada 1912-1913 va ser contractat per dirigir els Grans Classico Concerts de Marseille. Aquest període, entre 1902 i 1913, va marcar el cim de la seva carrera artística internacional.
L'any següent, motius de salut i problemes familiars el van obligar a tornar a les Açores, on durant vuit anys es va instal·lar a la casa dels seus pares, passant llargues temporades en una petita casa d'estiueig ubicada a la diminuta Fajã da Fragueira, a la costa sud de l'illa. Se li atribueix la frase O una Fragueira, o París.
Durant aquest període, va continuar els seus estudis de música folklòrica, que havia iniciat anys abans, mentre es dedicava a la composició.
De tornada a Lisboa, el 1921 va fundar Pró-Arte, seguit de la Filharmònica de Lisboa, un projecte que, encara que rebut amb entusiasme, es va esfondrar ràpidament davant la resistència al canvi en el medi artístic portuguès. Entristit per la incomprensió amb què va ser rebut a Portugal, va tornar a França, iniciant una carrera al capdavant d'una orquestra que ho va portar a París, Marsella, Nantes, Tolosa i Angers.
En el període del 1925 al 1928, va tornar a dirigir, amb gran èxit, els Grans Concerts Clàssics de Marsella. Després va realitzar audicions completes d'obres com la Passió segons sant Joan i la Passió segons sant Mateu, la Missa en si menor i el Magnificat de Johann Sebastian Bach, la Missa solemne de Ludwig van Beethoven, Rèquiem alemany de Johannes Brahms, el Parsifal de Wilhelm Richard Wagner, La vida breve de Manuel de Falla i La Damoiselle élue de Claude Debussy.
El 1928, motius de salut el van obligar a suspendre la seva carrera i instal·lar-se a Lisboa. Després va dirigir la representació musical portuguesa a l'Exposició Iberoamericana de Sevilla (1929) i es va dedicar a la investigació del folklore i a l'estudi de les antigues obres musicals portugueses. Va continuar en aquesta activitat fins a la seva mort el 1934, víctima d'una llarga lluita contra la tuberculosi pulmonar.
Tot i que la principal activitat de Francisco Lacerda va ser la de director d'orquestra, va ser conferencista, estudiós del folklore i director d'orquestra. El seu llegat inclou les pintures simfòniques Almourol i Álcacer, música escènica per a L'intrús de Maurice Maeterlinck, música de ballet, peces per a orgue, piano, guitarra, trios i quartets de corda. Les seves Troves per a veu i piano, un conjunt de 36 peces per a cant i piano, algunes de les quals estan orquestrades, són obres notables que retraten una creació original que busca reflectir el llenguatge musical popular portuguès i azorià. Les seues obres han integrat el repertori de nombrosos artistes.
Encara que la seva composició té un fort segell personal i original, Francisco de Lacerda va ser un símbol del nacionalisme musical europeu en la transició del segle xix al XX.
A més de les seves obres musicals, va publicar el Cancioneiro Musical Português, del qual van sortir 6 números amb melodies acompanyades de piano. També va ser un poeta de mèrit, encara que va publicar poc, deixant la major part de la seva obra inèdita.
Francisco de Lacerda és recordat en la toponímia del poble de Calheta i la ciutat de Lisboa. La Filharmònica de la seva parròquia natal, que va ajudar a fundar amb el cost dels instruments, ho recorda en nom seu.
Una col·laboració de la seva autoria es pot trobar a la revista Contemporânea (1915-1926) i també a la revista A Art Musical (1898-1915) i Homem Livres (1923).

## Emissió Filatèlica
Al febrer de 2019, CTT - Correios de Portugal va llançar el número filatèlic Figures de la història i la cultura, en què rendeixen homenatge a set destacades personalitats de la història i la cultura portuguesa. Sophia de Mello Breyner Andresen, Fonts Pereira de Melo, Gago Coutinho, Francisco de Lacerda, Fernando Namora, Jorge de Sena i Joel Serrão van ser triats per a ser immortalitzats en aquesta transmissió del CTT.
El maig del 2019, el "Museu Angra do Heroisme" va acollir el llançament d'aquest segell de la República que commemora el 150è aniversari del naixement del director d'orquestra Francisco de Lacerda, impulsat pel CTT.
L'acte va començar amb la conferència 'Francisco de Lacerda (1869-1934) - aspectes biogràfics', a càrrec de Vítor Hugo Fernandes do Castelo, tècnic superior del "Museu Angra do Heroísmo", seguit del llançament del segell, sobre especial i segell evocador de les efemèrides, amb la presència del llavors president del CTT, Francisco de Lacerda, besnét del Mestre.
L'evocador segell, que presenta una imatge de Francisco de Lacerda a partir d'una fotografia pertanyent a la col·lecció del "Museu d'Angra do Heroísmo", forma part de la col·lecció Vultos da História e da Cultura.